# Serie A1 1977-1978 (pallavolo femminile)
La Serie A1 italiana di pallavolo femminile 1977-78 fu la 34ª edizione del principale torneo pallavolistico italiano femminile organizzato dalla FIPAV.
Il numero delle squadre fu portato a dodici e fu creata la Serie A2. Il titolo fu conquistato dalla Burro Giglio Reggio Emilia; la Junior Milano scontò due punti di penalizzazione per le rinunce alle gare di Bergamo contro la Salora e di Catania contro la Torre Tabita.

## Classifica
| Pos. | Squadra                    | Pt | G  | V  | P  | SV | SP |
| ---- | -------------------------- | -- | -- | -- | -- | -- | -- |
| 1.   | Burro Giglio Reggio Emilia | 32 | 22 | 16 | 6  | 57 | 37 |
| 2.   | Pallavolo Cecina           | 30 | 22 | 15 | 7  | 52 | 31 |
| 3.   | Savoia Alzano Lombardo     | 30 | 22 | 15 | 7  | 53 | 34 |
| 4.   | Torre Tabita Catania       | 28 | 22 | 14 | 8  | 54 | 32 |
| 5.   | Nelsen Reggio Emilia       | 26 | 22 | 13 | 9  | 48 | 36 |
| 6.   | Isa Fano                   | 24 | 22 | 12 | 10 | 47 | 38 |
| 7.   | CUS Padova                 | 24 | 22 | 12 | 10 | 45 | 46 |
| 8.   | Monoceram Ravenna          | 22 | 22 | 11 | 11 | 44 | 40 |
| 9.   | Coma Modena                | 22 | 22 | 11 | 11 | 40 | 42 |
| 10.  | Brogliaccio Ancona         | 20 | 22 | 10 | 12 | 44 | 44 |
| 11.  | Salora Bergamo             | 6  | 22 | 3  | 19 | 18 | 57 |
| 12.  | Junior Milano              | -2 | 22 | 0  | 22 | 2  | 66 |

| Campione d'Italia | Retrocesse in Serie A2 |

## Risultati

### Tabellone
|                        | Alzano | Ancona | Bergamo | Catania | Cecina | Fano | Milano | Modena | Padova | Ravenna | Reggio Emilia Arbor | Reggio Emilia La Torre |
| ---------------------- | ------ | ------ | ------- | ------- | ------ | ---- | ------ | ------ | ------ | ------- | ------------------- | ---------------------- |
| Alzano                 | XXX    | 3-0    | 3-1     | 3-2     | 1-3    | 3-1  | 3-0    | 3-1    | 3-2    | 3-1     | 2-3                 | 1-3                    |
| Ancona                 | 1-3    | XXX    | 3-0     | 3-2     | 3-1    | 3-0  | 3-0    | 3-0    | 2-3    | 3-2     | 2-3                 | 1-3                    |
| Bergamo                | 1-3    | 1-3    | XXX     | 3-0     | 1-3    | 1-3  | 3-0    | 0-3    | 1-3    | 1-3     | 2-3                 | 0-3                    |
| Catania                | 3-1    | 3-2    | 3-0     | XXX     | 3-1    | 3-0  | 3-0    | 3-1    | 3-0    | 3-0     | 2-3                 | 3-1                    |
| Cecina                 | 3-0    | 3-1    | 3-0     | 3-1     | XXX    | 1-3  | 3-0    | 3-0    | 3-0    | 3-0     | 3-2                 | 3-2                    |
| Fano                   | 2-3    | 3-1    | 3-0     | 0-3     | 3-0    | XXX  | 3-0    | 3-2    | 3-1    | 3-1     | 3-0                 | 3-1                    |
| Milano                 | 0-3    | 0-3    | 0-3     | 0-3     | 0-3    | 0-3  | XXX    | 0-3    | 1-3    | 0-3     | 0-3                 | 0-3                    |
| Modena                 | 0-3    | 3-1    | 3-0     | 3-2     | 1-3    | 3-2  | 3-0    | XXX    | 3-1    | 3-0     | 3-2                 | 3-1                    |
| Padova                 | 1-3    | 3-1    | 3-0     | 1-3     | 3-2    | 3-2  | 3-1    | 3-1    | XXX    | 3-2     | 2-3                 | 3-2                    |
| Ravenna                | 3-1    | 2-3    | 3-0     | 3-1     | 1-3    | 3-0  | 3-0    | 3-1    | 2-3    | XXX     | 3-2                 | 3-1                    |
| Reggio Emilia Arbor    | 3-2    | 3-1    | 3-0     | 3-2     | 3-2    | 3-2  | 3-0    | 3-0    | 3-0    | 3-0     | XXX                 | 2-3                    |
| Reggio Emilia La Torre | 0-3    | 3-1    | 3-0     | 1-3     | 3-0    | 3-2  | 3-0    | 3-0    | 3-1    | 0-3     | 3-1                 | XXX                    |

## Fonti
- Filippo Grassia e Claudio Palmigiano (a cura di). Almanacco illustrato del volley 1987. Modena, Panini, 1986.
- LegaVolleyFemminile.it. URL consultato il 17 gennaio 2008 (archiviato dall'url originale il 22 giugno 2015).